# Sariego
Sariego är en kommun i Spanien. Den ligger i den autonoma regionen Asturien i norra delen av landet, 400 km norr om huvudstaden Madrid. Antalet invånare är 1 265 (2024).